# ГЕС Сан-Мануел
ГЕС Сан-Мануел (порт. Usina Hidrelétrica de São Manoel) — гідроелектростанція в центральній частині Бразилії на межі штатів Пара та Мату-Гросу. Знаходячись після ГЕС Телес-Пірес, становить нижній ступінь у каскаді на річці Телес-Пірес (правий виток Тапажос, яка, своєю чергою, є правою притокою Амазонки).
У межах проекту річку перекрили кам'яно-накидною греблю із глиняним ядром висотою 50 метрів та довжиною 916 метрів. Вона утримує водосховище площею поверхні 66 км2 та об'ємом 577 млн м3 з проектним коливанням рівня під час операційної діяльності між позначками 158,6 та 161,4 метра НРМ (максимальний рівень на випадок повені дещо вище — 163 метри НРМ). При цьому у нижньому б'єфі очікується коливання поверхні в діапазоні від 132,4 до 140,3 метра НРМ з епізодичним підвищенням до 151 метра НРМ.
Пригреблевий машинний зал обладнали чотирма турбінами типу Каплан потужністю по 177,3 МВт, які при напорі у 20,2 метра повинні виробляти 3,6 млрд кВт-год електроенергії на рік.
Видача продукції відбувається по ЛЕП, розрахованій на напругу 500 кВ.
Проект реалізували спільно EDP Brasil (дочірня компанія португальської електроенергетичної корпорації), місцева Furnas Centrais Elétricas та китайська China Three Gorges Corporation (CTG), які мають рівну участь. Будівництво стартувало у 2014-му, а в кінці 2017 року перший гідроагрегат ввели в експлуатацію.